# Vrbovec
Vrbovec är en stad i Kroatien. Staden med ytterområden har 14 658 invånare (2001) och ligger i Zagrebs län, nordöst om huvudstaden Zagreb, i centrala Kroatien.

## Historia
Staden nämns för första gången i ett dokument daterat den 21 april 1244. Enligt detta dokument, utfärdat av den kroatisk-ungerske kungen Béla IV, tillstyrker kungen att hans bror Koloman förlänat staden till länsmannen Junk.  
På 1400-talet omnämns Vrbovec som köpstad och från 1500-talet hamnar staden i den kroatiska adelsfamiljen Zrinskis ägo. 1621 föds en av familjens främsta personligheter, greven Petar Zrinski, i staden.   
I början av 1900-talet uppför den franska markisen Eugène d'Halwin de Piennes en ostfabrik och Julio Reigzinger ett tegelbruk. Staden utvecklades därefter till närområdets ekonomiska och kulturella centrum. 

## Arkitektur och stadsbild
I stadens centrum ligger Sankt Vids kyrka byggd i barockstil. Kyrkan omnämns redan 1338. 
Staden hade tidigare en borg som förstördes i bondeupproret från 1755. Av borgen finns idag bara ett torn kvar. 1755 lät den kroatiska adelsfamiljen Patačić uppföra ett slott i barockstil som finns bevarat än idag. 
På stadens kyrkogård finns ett mausoleum som tillhör den franska familjen De Piennes. Det uppfördes av de kroatiska arkitekterna Hugo Erlich och Viktor Kovačić och är byggd i svensk granit.